# Associazione nazionale magistrati
L'Associazione nazionale magistrati (in sigla ANM) è l'organismo rappresentativo, senza carattere politico, che raggruppa i magistrati italiani. Non è un sindacato, non ha potere di contrattazione sulle retribuzioni, che sono stabilite con decreto ministeriale.
Al 2025 sono iscritti "il 96% dei magistrati italiani". È guidata da un comitato direttivo eletto ogni quattro anni e composto da 36 membri.

## Scopo
Gli scopi dell'ANM sono enunciati nell'articolo 2 del suo statuto:
1. dare opera affinché il carattere, le funzioni e le prerogative del potere giudiziario, rispetto agli altri poteri dello Stato, siano definiti e garantiti secondo le norme costituzionali;
2. propugnare l'attuazione di un ordinamento giudiziario che realizzi l'organizzazione autonoma della magistratura in conformità delle esigenze dello Stato di diritto in un regime democratico;
3. tutelare gli interessi morali ed economici dei magistrati, il prestigio ed il rispetto della funzione giudiziaria;
4. promuovere il rispetto del principio di parità di genere tra i magistrati in tutte le sedi associative [...];
5. dare il contributo della scienza ed esperienza della magistratura nell'elaborazione delle riforme legislative, con particolare riguardo all'Ordinamento Giudiziario.

## Storia
Sorta a Milano nel 1909 come Associazione generale dei magistrati, sciolta nel 1925 dal regime fascista. È stata rifondata nel 1944 a Roma come ANM. Negli anni '50 nacquero le "correnti" interne all'ANM, e la prima fu "Terzo potere". Nel 1961 uscì da ANM l'Unione magistrati italiani, per rientrarvi nel 1972. Dal 1963 la componente di maggioranza relativa era Magistratura indipendente. Dal 1981 lo è divenuta Unità per la Costituzione. Attualmente la corrente di maggioranza è quella di destra, Magistratura indipendente.
L'ANM cura la pubblicazione del periodico trimestrale La Magistratura ed è tra i membri fondatori dell'Unione internazionale dei magistrati.
Nel 2000 divenne presidente Giuseppe Gennaro fino al 2002, che fu poi rieletto nel 2006 succedendo a Ciro Riviezzo, presidente per un anno. Dal 2002 al 2005 fu presidente Edmondo Bruti Liberati.
Nel novembre 2007 divenne presidente Simone Luerti, che si dimise pochi mesi dopo e presidente dal maggio 2008 fino al marzo 2012 è stato Luca Palamara; segretario generale Giuseppe Cascini.
Nel marzo 2012 Rodolfo Maria Sabelli, sostituto procuratore presso la Direzione distrettuale antimafia di Roma, diventa il nuovo presidente, Maurizio Carbone, sostituto procuratore presso la Procura di Taranto, il nuovo segretario generale.
Nell'aprile 2016 è eletto presidente Piercamillo Davigo, che è rimasto in carica per un anno, per poi essere sostituito da Eugenio Albamonte, nell'aprile 2017. Nel luglio 2017 lascia la giunta di ANM, insieme a tutta la corrente "Autonomia e Indipendenza" in polemica sulle modalità di scelta degli incarichi direttivi dei magistrati.

## Organizzazione
L'attuale presidente è Cesare Parodi (Magistratura indipendente); vicepresidente Marcello De Chiara, segretario Rocco Maruotti, vicesegretario Stefano Celli.
Il comitato direttivo centrale, composto di 36 membri, è eletto ogni quattro anni con il metodo proporzionale.
- Nel quadriennio 2012-2016 ne hanno fatto parte:
  - Unità per la Costituzione (12 eletti),
  - Area, lista che riunisce Magistratura democratica e Movimento per la giustizia - Articolo 3 (12 eletti),
  - Magistratura indipendente (11 eletti),
  - Proposta B (1 eletto).
- Nel quadriennio 2016-2020 ne hanno fatto parte:
  - Unità per la Costituzione (13 eletti),
  - Area, lista di Magistratura democratica e Movimento per la giustizia - Articolo 3 (9 eletti),
  - Magistratura indipendente (8 eletti),
  - Autonomia e Indipendenza (6 eletti)[9]
- Nel quadriennio 2020-2024 ne hanno fatto parte:
  - Area (Magistratura democratica e Articolo 3) (11 eletti)
  - Magistratura indipendente (10 eletti)
  - Unità per la Costituzione (7 eletti)
  - Autonomia e Indipendenza (4 eletti)
  - Articolo Centouno per il CDC (4 eletti)

## Composizione

### Correnti interne
- Magistratura democratica (sinistra)
- Unità per la Costituzione (centro)
- Magistratura indipendente (moderati)
- Movimento per la giustizia I Verdi-Articolo 3 (sinistra)[10]
- Autonomia e Indipendenza (indipendente)

## Controversie
L'ANM è stata accusata di “atteggiamenti corporativi“ e “immobilismo” da esponenti del Popolo delle Libertà e del Partito Radicale.
Il 19 novembre 2008 l'ANM si è appellata all'ONU allarmata per i «duri attacchi alle decisioni della magistratura venuti da esponenti politici e dallo stesso primo ministro», e per i progetti di riforma del Consiglio superiore della magistratura che vogliono «sminuirne il ruolo di garanzia dell'indipendenza della magistratura».
L'avallo dell'ANM all'allontanamento dei magistrati di Salerno in seguito al caso di Luigi De Magistris è stato criticato da Marco Travaglio.
I magistrati Ilda Boccassini e Luigi De Magistris si sono dimessi dell'ANM rispettivamente nel 2008 e nel 2009.